# حلقه یگانه
در رشته‌افسانه‌های تالکین، حلقهٔ یگانه که به نام‌های حلقهٔ قدرت، حلقهٔ فرمانروا یا بلای جان ایسیلدور نیز مشهور است، توسط ارباب تاریکی، سائورون، برای سلطه بر سرزمین میانه و مردمش، مخصوصاً الف‌ها ساخته شد. حلقهٔ یگانه در دوران دوم و با هدف احاطه بر حلقه‌های ۱۹ گانه قدرت در آتش کوه هلاکت در سرزمین موردور توسط سائورون ساخته شده و در نهایت پس از نبردها، ماجراها و کشمکش‌های فراوان در سال ۳۰۱۹ دوران سوم حلقه توسط فرودو بگینز به موردور بازگشته و در نهایت به همراه گالوم به آتش کوه هلاکت سقوط کرده و نابود می‌شود. نابودی حلقه سبب نابودی جسم سائورون شده و تنها روح وی باقی می‌ماند که فاقد هرگونه قدرت بازیابی‌ست. در کتاب‌های هابیت، ارباب حلقه‌ها و سیلماریلیون توضیحاتی دربارهٔ تاریخچه و سرانجام حلقه داده شده‌است.

## ظاهر
به نظر می‌رسد که حلقه یگانه فقط از طلا درست شده است اما در مقابل هر لطمه‌ای حتی آتش اژدها که بر سایر حلقه‌ها اثرگذار است مقاومت دارد. تنها راه نابودی حلقه انداختن آن به داخل گودالی در کوه آتشفشانی هلاکت است که در همان‌جا نیز ساخته شده است. حلقه یگانه مانند برخی حلقه‌های ضعیف‌تر و برخلاف حلقه‌های قدرت جواهرکاری نشده است. حلقه یگانه می‌تواند اندازه و احتمالاً وزن خودش را تغییر دهد و می‌تواند به صورت ناگهانی بزرگ شود تا از دست کسی که آن را پوشیده بیرون بلغزد. هویت آن را می‌توان با آزمایش کوچکی تشخیص داد: وقتی حلقه در آتش گرم می‌شود نوشته زیر که به خط تنگوار و به زبان سیاه موردور است بر رویش نمایان می‌شود که بخشی از شعری در فرهنگ کهن است:
| زبان سیاه به الفبای تنگوار | زبان سیاه به الفبای لاتین | ترجمه فارسی                  |
|                            | Ash nazg durbatulûk       | حلقه‌ای است از برای حکم راندن |
| ash nazg gimbatul          | حلقه‌ای است از برای یافتن  |                              |
| Ash nazg thrakatulûk       | حلقه‌ای است از برای آوردن  |                              |
| agh burzum-ishi krimpatul  | و در تاریکی به هم پیوستن  |                              |

وقتی ایسیلدور حلقه را با بریدن انگشت سائورون به‌دست آورد حرارت سوزنده‌ای داشت و نوشته روی آن قابل خواندن بود و او آن را قبل از محو شدن رونویسی کرد. گندالف وجود نوشته بر روی حلقه یگانه را از طریق گزارش ایسیلدور متوجه شد و سپس حلقه فرودو را گرم کرد تا نوشته روی آن مشخص شود و به این ترتیب اثبات کرد که همان حلقه یگانه است. گندالف در شورای الروند نوشته را به زبان سیاه خواند و باعث ترس همه شد: 

صدای جادوگر به‌صورت عجیبی تغییر کرد. صدایش ناگهان رعب‌آور، قدرتمند و مثل سنگ خشن شد. به‌نظر رسید که سایه‌ای از روی خورشید نیم‌روزی گذر کرد و ایوان برای لحظه‌ای تاریک شد. همه بر خودشان لرزیدند و الف‌ها گوش‌هایشان را گرفتند. 

## تحلیل

### اساطیر اسکاندیناوی و واگنر
استفاده تالکین از حلقه تحت تأثیر اساطیر اسکاندیناوی بوده است. تالکین در اوقات فراغتش در مدرسه شاه ادوارد در بیرمنگام زبان نورس باستانی را خوانده و از آن ترجمه نیز کرده است. یکی از اولین کتاب‌های اسکاندیناویایی که در این زمینه تهیه کرده است ولسونگا ساگا بوده است. تالکین تنها ترجمه موجود این کتاب که در سال ۱۸۷۰ به‌وسیله ویلیام موریس و ایریکور مگنوسون تهیه شده بود را در زمان تحصیل مطالعه کرده است.
ولسونگا ساگا و سرود نیبلونگ‌ها دو اثر هم‌عصر هستند که از منابع باستانی یکسانی استفاده کرده‌اند. هر دو این آثار پایه‌های اساسی اپرای ساخته ریشارد واگنر به نام حلقه نیبلونگ را تشکیل می‌دهند. در حلقه نیبلونگ یک حلقه طلای جادویی نفرین‌شده و یک شمشیر شکسته که دوباره ریخته‌گری می‌شود وجود دارند. در ولسونگا ساگا نام این اشیاء اندوارانات و گرام است که به‌صورت کلی می‌توان آن‌ها را متناظر حلقه یگانه و شمشیر نارسیل (که پس از بازسازی اندوریل نام‌گذاری شد) در نظر گرفت.
تالکین مقایسه مستقیم با واگنر را رد کرده است و به ناشرش گفته است که هر دو حلقه‌ها دایره‌وار هستند و شباهتشان به همین‌جا ختم می‌شود.
برخی منتقدان عقیده دارند که تالکین به‌مقداری از کار واگنر استفاده کرده است که در سایه او قرار می‌گیرد. 
اما برخی دیگر، مانند گلوریا سنت کلر، اعتقاد دارند که شباهت کارهای تالکین و واگنر به دلیل این است که هر دو از منابع مشابهی از اساطیر اسکاندیناوی استفاده می‌کنند.
تام شیپی (پژوهشگر زبان انگلیسی) و برخی دیگر از محققان موضع میانه‌ای را اتخاذ کرده‌اند. آن‌ها عقیده دارند که هر دو نویسنده واقعاً از منابع یکسانی استفاده کرده‌اند اما تالکین مرهون برخی پیشرفت‌های واگنر نسبت به منابع قدیمی است و در ادامه تالکین سعی کرده نسبت به آن‌ها بهبود ایجاد کند.

### نودنز
در سال ۱۹۲۸ یک معبد متعلق به قرن ۴ در لیدنی پارک گلاسترشایر مورد حفاری قرار گرفت. در آن زمان از تالکین خواسته شد که یک کتیبه لاتین را بررسی کند. در آن کتیبه به دزدیده شدن یک حلقه و نفرینی بر دزد آن اشاره شده بود:

برای خدا نودنز. سیلویانوس حلقه‌ای را گم و نیمی از [ارزش] آن را به نودنز اهدا کرده است. برای آنان که سنیکیانوس نامیده می‌شوند سلامتی قرار نده تا وقتی که او آن را به معبد نودنز بیاورد.

نام آنگلوساکسونی آن محل تپه آدم کوتوله (دورف) بود. تالکین در سال ۱۹۳۲ ارتباطی بین نودنز و قهرمان ایرلندی نوادا ایرگتلام (نوادا از نقره-دست) پیدا کرد. شیپی (پژوهشگر زبان انگلیسی) اعتقاد دارد که این رویدادها تأثیری اساسی بر سرزمین میانی ساخته تالکین دارند.
در دایره‌المعارف جی‌. آر. آر. تالکین به نظر هلن آرمسترانگ اشاره شده که ممکن است این محل ایده «کله‌بریمبور و قلمروهای سقوط کرده موریا و اره‌ژیان» را به تالکین داده باشد. 
جان ام. باورز پژوهشگر ادبیات انگلیسی نیز می‌نویسد که نام الف آهنگر کله‌بریمبور که حلقه‌های قدرت الفی را می‌سازد فرم سینداری نقره دست است.

### هم‌ارزی با جمهور افلاطون
یکی از منابعی که ممکن است تالکین از آن استفاده کرده باشد جمهور افلاطون است، گرچه مدرکی بر این ادعا وجود ندارد. در کتاب دوم جمهور داستان حلقه گوگس که صاحبش را نامرئی می‌کند روایت می‌شود. این نامرئی‌شدن موجب مطرح شدن یک دوگانه اخلاقی می‌شود که در آن مردم می‌توانند اعمال غیرعادلانه انجام دهند بدون اینکه از گرفتار شدن ترسی داشته باشند. اما حلقه تالکین فعالانه نیرویی شرارت‌بار را اعمال می‌کند و اخلاق استفاده‌کننده را به‌تباهی می‌کشاند.
پژوهشگر علوم انسانی فردریک آ. دو آرماس به توازی بین حلقه‌های افلاطون و تالکین اشاره می‌کند که بیلبو و گوگس هر دو در جستجوی گنج به مکان‌های تاریک و عمیق می‌روند که می‌تواند از منظر روانشناسی تعبیر به سفری به عالم مردگان شود.
| عنصر داستانی   | جمهور افلاطون                                       | سرزمین میانی تالکین                                                        |
| -------------- | --------------------------------------------------- | -------------------------------------------------------------------------- |
| قدرت حلقه      | نامرئی شدن                                          | نامرئی شدن، فاسد کردن کاربر                                                |
| یافته شدن      | گوگس در اعماق شکاف بزرگی آن را پیدا می‌کند           | بیلبو در اعمال یک غار آن را پیدا می‌کند                                     |
| نخستین استفاده | گوگس ملکه را می‌دزد، شاه را می‌کشد و شاه لیدیا می‌شود. | بیلبو حلقه را تصادفی به‌دست می‌کند و از اینکه گالوم او را نمی‌بیند تعجب می‌کند |
| نتیجه اخلاقی   | تباهی کامل                                          | بیلبو قدرتمندتر می‌شود                                                      |